# Ambrose Carmichael
Ambrose Campbell Carmichael (* 19. September 1866 in Hobart; † 15. Januar 1953 in Sydney) war ein australischer Politiker.
Carmichael besuchte das Christ College in seiner Heimatstadt, absolvierte eine Ausbildung als Buchhalter und begann ein Jurastudium. 1888 ging er nach Brisbane und arbeitete dort als Lehrer und Rechtsberater. Nach seiner Heirat gründete er einen Viehzuchtbetrieb in New South Wales und beteiligte sich dort an der Gründung der regionalen Niederlassung der Farmers and Settlers' Association. Im Jahr 1900 scheiterte sein Betrieb, und er zog nach Sydney, wo er als Lehrer, Journalist und Buchhalter der Firma O. C. Beale & Co arbeitete.
Er trat in den Verband von Leichhardt der Labour Party ein und war bereits 1907 einer der wichtigen Parlamentarier dieser Partei im New South Wales Legislative Assembly. Er wurde 1910 Ehrenvorsitzender der Partei, 1911 Schatzmeister und nach dem Rücktritt von Niels Rasmus Wilson Nielsen von August bis November 1911 Minister für öffentlichen Unterricht, Arbeit und Industrie von New South Wales. Er kehrte dann zum öffentlichen Unterricht zurück und war von Dezember 1912 bis Juni 1913 erneut Minister für Arbeit und Industrie.
Als Erziehungsminister setzte er 1912 den University Amendment Act durch, durch das die Universitäten liberalisiert und mit dem Schulsystem verknüpft wurden, und bewirkte mit dem Bursary Endowment Act die Gleichberechtigung der Schüler kirchlicher und staatlicher Schulen und eine Verringerung der Benachteiligung indigener Studenten. Er reformierte die medizinische Betreuung an Schulen, reservierte einen Teil des Budgets der Art Gallery für den Kauf von Werken australischer Künstler und gründete 1914 das State Conservatorium of Music.
Im Jahr 1914 erlitt Carmichael einen Nervenzusammenbruch und unternahm zur Erholung eine Reise nach England, bei der er Henri Verbrugghen als Direktor seines Konservatoriums gewann. Nach Ausbruch des Ersten Weltkrieges gründete er in Sydney eine freiwillige Schützenkompanie. Im März 1915 trat er als Minister zurück. Nachdem er im Herbst 1915 in das 36th Battalion eingetreten war, schiffte er sich im Mai 1916 nach England ein, kam im November nach Frankreich und wurde im März 1917 bei Houplins verwundet. Er wurde mit dem Military Cross ausgezeichnet und zum Captain befördert. Nach einer zweiten Verwundung kehrte er Anfang 1918 nach Sydney zurück.
Mit Unterstützung des neuen Vorsitzenden der Labour Party, John Storey, wurde Carmichael, der sich für eine Wehrpflicht einsetzte, Vorsitzender der State Recruiting Committee. Er hob ein neues Carmichaels' thousand aus, mit dem er allerdings erst zum Kriegsende in Frankreich ankam. Mit seiner Ankündigung der Gründung einer People's Party of Soldiers and Citizens 1919 stieß er auf Kritik der etablierten Parteien. 1922 trat er in die National Party of Australia ein, verzichtete aber zu Gunsten von William Morris Hughes auf den Federal Seat für North Sydney.

## Quelle
- Australian Dictionary of Biography - Carmichael, Ambrose Campbell

| Personendaten    | Personendaten                                     |
| ---------------- | ------------------------------------------------- |
| NAME             | Carmichael, Ambrose                               |
| ALTERNATIVNAMEN  | Carmichael, Ambrose Campbell (vollständiger Name) |
| KURZBESCHREIBUNG | australischer Politiker                           |
| GEBURTSDATUM     | 19. September 1866                                |
| GEBURTSORT       | Hobart                                            |
| STERBEDATUM      | 15. Januar 1953                                   |
| STERBEORT        | Sydney                                            |